# 緩和時間
緩和時間（かんわじかん、英: relaxation time）とは、系が非平衡から平衡に向かって変化するとき、変化に要する時間の目安である。ここでいう平衡とは熱力学的平衡に限らず、注目する量が一定となる定常状態を指す。

## 概要
多くの場合、緩和時間は、ある時刻での非平衡状態における値と平衡状態における値の差を時間に対する変化率で割った値と定義される。
{\displaystyle [{\mbox{Relaxation Time}}]={\frac {[{\mbox{Equilibrium Value}}]-[{\mbox{Present Value}}]}{[{\mbox{Rate of Change with respect to Time}}]}}\,.}
これは、横軸を時間にとってある量の時間変化をグラフに描いたときの、ある時刻における接線が平衡値と交差するまでの時間ということである。ただし緩和時間のうちに平衡値に達するのはあくまで時間変化を表す曲線の接線であり、実際に平衡に達するかどうかは無関係である。
時間に対する変化率が平衡との差に比例する場合、緩和時間は時刻に対し一定となる。
{\displaystyle [{\mbox{Rate of Change with respect to Time}}]\propto \left([{\mbox{Equilibrium Value}}]-[{\mbox{Present Value}}]\right)}
{\displaystyle \Rightarrow ~[{\mbox{Relaxation Time}}]=\mathrm {constant} \,.}
このとき平衡値との差は時間とともに指数関数的に減衰し、緩和時間だけ経つごとに注目する量の値は e−1 倍 (≈ 37 %) に減少する。
{\displaystyle {\begin{aligned}&{\frac {dx(t)}{dt}}={\frac {1}{\tau _{\mathrm {relax} }}}\left(x_{\mathrm {eq} }-x(t)\right)\\&\Rightarrow ~x(t)=x_{\mathrm {eq} }-\left(x_{\mathrm {eq} }-x(0)\right)\operatorname {e} ^{-t/\tau _{\mathrm {relax} }}\,.\end{aligned}}}
ここでそれぞれ、
{\displaystyle x(t)\,:} 注目する量、{\displaystyle x_{\mathrm {eq} }\,:} 注目する量の平衡状態での値（eq は equilibrium の略）、
{\displaystyle t\,:} 時刻、{\displaystyle \tau _{\mathrm {relax} }\,:} 緩和時間、{\displaystyle {\frac {dx(t)}{dt}}\,:} 注目する量の時間変化率（時間微分）
を表す。
平均寿命は上記の緩和時間に等しいものとして定義され、半減期は平均寿命の ln 2 倍 (≈ 69 %) として定義される。
時間変化率が平衡との差に比例せず緩和時間が一定でない場合、緩和時間は適切な指標になり得ないため、その値そのものには意味がなくなる。